# Punta América
Punta América ist eine markante Landspitze am südlichen Ende der Adelaide-Insel westlich der Antarktischen Halbinsel. Sie ragt in die Marguerite Bay hinein.
Der britische Seefahrer John Biscoe entdeckte sie am 15. Februar 1832. Teilnehmer der Fünften Französischen Antarktisexpedition (1908–1910) unter der Leitung des Polarforschers Jean-Baptiste Charcot besuchten sie 1909. Argentinische Wissenschaftler benannten sie 1961 zu Ehren des amerikanischen Doppelkontinents.